# Brian Nielsen (pugile)
Brian Nielsen (Korsør, 1º aprile 1965) è un ex pugile danese.

## Palmarès
Campione del mondo nei pesi massimi, versione IBO, dal 1996 al 1999. 

### Olimpiadi
- 1 medaglia:
  - 1 bronzo (Barcellona 1992 nei pesi supermassimi)

### Europei dilettanti
- 1 medaglia:
  - 1 bronzo (Göteborg 1991 nei pesi supermassimi)